# Josep Sunyol
Josep Sunyol Carriga (ur. 21 lipca 1898, zm. 6 sierpnia 1936), znany też jako Josep Suñol – kataloński polityk, prezes klubu FC Barcelona w latach 1935–1936. Na stanowisku zastąpił go Joan Soler. 
Sunyol został zamordowany przez frankistów w trakcie hiszpańskiej wojny domowej.